# John Paesano
John Paesano (Detroit, 2 de julio de 1977) es un compositor estadounidense que trabaja principalmente en cine, televisión y videojuegos. Es conocido por colaborar con el director Wes Ball en la trilogía cinematográfica Maze Runner y Kingdom of the Planet of the Apes, además de componer para las series de Marvel Television Daredevil y The Defenders. Como compositor de videojuegos, ha contribuido con música a los aclamados títulos Detroit: Become Human y las tres entregas de la serie Marvel's Spider-Man. Paesano ganó el premio BAFTA Games Award por música (Marvel's Spider-Man: Miles Morales), así como el premio DICE por logro destacado en composición musical original (Marvel's Spider-Man 2).

## Biografía
Paesano nació en Birmingham, Michigan. Primero estudió música clásica en el Conservatorio de París, ubicado en el Parc de la Villette, Francia, antes de continuar sus estudios en el Berklee College of Music para especializarse en composición musical y banda sonora para películas. John sabía desde los nueve años que quería convertirse en compositor musical.  Luego trabajó con los compositores Jerry Goldsmith y John Williams, proporcionando música adicional para el primero y orquestando para el segundo.  Paesano cita la película El imperio del sol de Steven Spielberg de 1987 como su motivación para dedicarse a la composición de bandas sonoras para películas. 
En 2014, Paesano fue contratado para componer la música de The Maze Runner. Hablando del trabajo, recordó haber visto el cortometraje de Wes Ball de 2011, Ruin, y le intrigó, componiendo una demostración corta (que finalmente se convertiría en el tema de "Maze Runner") para Ball. Visitó los decorados de Nueva Orleans, observó el "paisaje sonoro ambiental" y trató de incorporar los sonidos naturales a su partitura. Grabó la partitura con una orquesta en el Newman Scoring Stage y las sesiones duraron dos semanas. Paesano volvería más tarde para componer la banda sonora de la segunda y tercera película de la serie, Maze Runner: The Scorch Trials y Maze Runner: The Death Cure.
Posteriormente, a Paesano se le encargó componer la banda sonora de Spider-Man desarrollado por Insomniac Games, uniéndose al desarrollo del juego en las primeras etapas. Trabajó con el director del juego Bryan Intihar y logró la creación de varios temas para los personajes, enfatizando la necesidad de que la música fuera su "propio personaje" en el juego.  Paesano se aseguró de que su música lograra un equilibrio entre la cinemática y la jugabilidad, ya que quería que el jugador estuviera completamente inmerso. Intentó diferenciar su música de las películas y juegos anteriores de Spider-Man y decidió centrarse en crear una identidad musical para Peter Parker. 
En 2021, compuso la música para el área temática Avengers Campus en Disney California Adventure, combinando temas de las películas Avengers, Spider-Man, Doctor Strange, Guardianes de la Galaxia, Ant-Man, Captain Marvel y Black Panther del MCU; un sencillo titulado "Welcome Recruits" fue lanzado en abril de 2022.

## Filmografía

### Película
| Año  | Título                                      | Director(es)                     | Estudio(s)                                                                          | Notas                    |
| ---- | ------------------------------------------- | -------------------------------- | ----------------------------------------------------------------------------------- | ------------------------ |
| 2007 | Ben 10: Secret of the Omnitrix              | Sebastian Montes Scooter Tidwell | Cartoon Network Studios                                                             | Película para televisión |
| 2008 | Another Cinderella Story                    | Damon Santostefano               | Warner Home Video Warner Premiere                                                   | Película directo a video |
| 2010 | Superman/Batman: Apocalypse                 | Lauren Montgomery                | Warner Home Video Warner Premiere Warner Bros. Animation                            | Película directo a video |
| 2011 | S.W.A.T.: Firefight                         | Benny Boom                       | Stage 6 Films Sony Pictures Home Entertainment                                      | Película directo a video |
| 2014 | When the Game Stands Tall                   | Thomas Carter                    | TriStar Pictures                                                                    |                          |
| 2014 | The Maze Runner                             | Wes Ball                         | 20th Century Fox                                                                    |                          |
| 2015 | Maze Runner: The Scorch Trials              | Wes Ball                         | 20th Century Fox                                                                    |                          |
| 2015 | My All American                             | Angelo Pizzo                     | Clarius Entertainment                                                               |                          |
| 2016 | Brain on Fire                               | Gerard Barrett                   | Broad Green Pictures                                                                |                          |
| 2016 | Almost Christmas                            | David E. Talbert                 | Universal Pictures                                                                  |                          |
| 2017 | All Eyez on Me                              | Benny Boom                       | Morgan Creek Productions                                                            |                          |
| 2017 | Same Kind of Different as Me                | Michael Carney                   | Paramount Pictures                                                                  |                          |
| 2017 | The Star                                    | Timothy Reckart                  | Columbia Pictures                                                                   |                          |
| 2018 | Maze Runner: The Death Cure                 | Wes Ball                         | 20th Century Fox                                                                    |                          |
| 2020 | Tesla                                       | Michael Almereyda                | IFC Films                                                                           |                          |
| 2020 | The Secrets We Keep                         | Yuval Adler                      | Bleecker Street                                                                     |                          |
| 2021 | Diary of a Wimpy Kid                        | Swinton O. Scott III             | Walt Disney Pictures Bardel Entertainment Disney+                                   |                          |
| 2022 | Cheaper by the Dozen                        | Gail Lerner                      | Walt Disney Pictures Disney+                                                        |                          |
| 2022 | Diary of a Wimpy Kid: Rodrick Rules         | Luke Cormican                    | Walt Disney Pictures Bardel Entertainment Disney+                                   |                          |
| 2022 | Night at the Museum: Kahmunrah Rises Again  | Matt Danner                      | Walt Disney Pictures 21 Laps Entertainment Atomic Cartoons Disney+ Alibaba Pictures |                          |
| 2023 | Diary of a Wimpy Kid Christmas: Cabin Fever | Luke Cormican                    | Walt Disney Pictures Bardel Entertainment Disney+                                   |                          |
| 2024 | Kingdom of the Planet of the Apes           | Wes Ball                         | 20th Century Studios Oddball Entertainment Jason T. Reed Productions                |                          |

### Televisión
| Año           | Título                         |
| ------------- | ------------------------------ |
| 2011          | Ice Age: A Mammoth Christmas   |
| 2012-2018     | DreamWorks Dragons             |
| 2014          | Crisis                         |
| 2015-2018     | Daredevil                      |
| 2017          | The Defenders                  |
| 2017-presente | Salvation                      |
| 2019-presente | Truth Be Told                  |
| 2019-presente | Devils                         |
| 2019          | Charmed                        |
| 2020          | Penny Dreadful: City of Angels |
| 2021          | The Hot Zone: Anthrax          |
| 2021-presente | Leonardo                       |
| 2021-presente | Invincible                     |

### Juegos de vídeo
| Año  | Título                             | Director(es)                   | Estudio(s)                                                      | Notas                                                                                            |
| ---- | ---------------------------------- | ------------------------------ | --------------------------------------------------------------- | ------------------------------------------------------------------------------------------------ |
| 2017 | Mass Effect: Andromeda             | Mac Walters                    | BioWare / Electronic Arts                                       | Trabajo debut como compositor de videojuegos                                                     |
| 2017 | Gran Turismo Sport                 | Kazunori Yamauchi              | Polyphony Digital / Sony Interactive Entertainment              | También se utiliza en Gran Turismo 7                                                             |
| 2018 | Detroit: Become Human              | David Cage Gregory Diaconu     | Quantic Dream                                                   | Compuso la banda sonora de Markus, uno de los protagonistas principales.                         |
| 2018 | Marvel's Spider-Man                | Bryan Intihar Ryan Smith       | Insomniac Games / Sony Interactive Entertainment / Marvel Games | También compuesta para el contenido descargable del juego Spider-Man: The City That Never Sleeps |
| 2020 | Marvel's Spider-Man: Miles Morales | Brian Horton Cameron Christian | Insomniac Games / Sony Interactive Entertainment / Marvel Games |                                                                                                  |
| 2023 | Marvel's Spider-Man 2              | Bryan Intihar Ryan Smith       | Insomniac Games / Sony Interactive Entertainment / Marvel Games |                                                                                                  |

### Atracciones de parque temático
| Año  | Atracción       | Ubicación(es)               | Ref.  |
| ---- | --------------- | --------------------------- | ----- |
| 2021 | Avengers Campus | Disney California Adventure | [ 7 ] |